# Corin Dam
Corin Dam är en dammbyggnad i Australien. Den ligger i territoriet Australian Capital Territory, i den sydöstra delen av landet, omkring 39 kilometer sydväst om huvudstaden Canberra. Corin Dam ligger 961 meter över havet.
Trakten runt Corin Dam är nära nog obefolkad, med mindre än två invånare per kvadratkilometer.. Det finns inga samhällen i närheten.
I omgivningarna runt Corin Dam växer i huvudsak städsegrön lövskog. Genomsnittlig årsnederbörd är 1 222 millimeter. Den regnigaste månaden är februari, med i genomsnitt 179 mm nederbörd, och den torraste är maj, med 73 mm nederbörd.